# Броквеј (Пенсилванија)
Броквеј (енгл. Brockway) град је у америчкој савезној држави Пенсилванија.

## Демографија
По попису из 2010. године број становника је 2.072, што је 110 (-5,0%) становника мање него 2000. године.
| Група             | 2000.         | 2010.         |
| Белци             | 2.173 (99,6%) | 2.043 (98,6%) |
| Афроамериканци    | 0 (0,0%)      | 3 (0,1%)      |
| Азијати           | 4 (0,2%)      | 4 (0,2%)      |
| Хиспаноамериканци | 2 (0,1%)      | 6 (0,3%)      |
| Укупно            | 2.182         | 2.072         |